# João Almino
João Almino (Mossoró, 1950) è uno scrittore brasiliano.
Si è dedicato a romanzi, saggi filosofici e letterari. Ha insegnato presso l'Università Nazionale Autonoma del Messico (UNAM), presso l'Università di Brasilia (UNB), l'Istituto di Rio Branco, Berkeley e Stanford.

## Filmografia
- The Wounded Camera, Uneton, 2006
- Luottamuksen arvoinen, 2007
- Elämä nopea kuin nauru, 2007
- Juuret, 2008

## Scritti

### Romanzi
- Idéias para Onde Passar o Fim do Mundo, Editora Record, 1987
- Samba-Enredo, Editora Record, 1994
- As Cinco Estações do Amor, Editora Record, 2001 (Las Cinco Estaciones del Amor, Corregedor, 2009)
- O Livro das Emoções, Editora Record, 2008 (The Book of Emotions, Dalkey Archive Press, 2011)
- Cidade Livre, Editora Record, 2010 (Hôtel Brasilia, éditions Métaillié, Paris, 2012; Free City, Dalkey Archive Press, 2012)
- Enigmas da Primavera, Editora Record, 2015

### Saggi
- Brasil-EUA: Balanço Poético, 1996
- Escrita em contraponto, 2008
- O diabrete angélico e o pavão: Enredo e amor possíveis em Brás Cubas, 2009

### Altro
- Os Democratas Autoritários, 1980
- A Idade do Presente, 1985
- Era uma Vez uma Constituinte, 1985
- O Segredo e a Informação, 1986
- Naturezas Mortas - A Filosofia Política do Ecologismo, 2004

## Traduzioni
- Ideas on Where to Spend the End of the World, Samba-Enredo
- The Five Seasons of Love, Samba-Enredo.
- The Five Seasons of Love, Alfaguara, Messico.
- The Five Seasons of Love, Corregidor, Argentina.
- The Five Seasons of Love, traduzione di Elizabeth Jackson, Host Publications, Austin, 2008,  pp. 156 pp, ISBN 978-0-924047-51-0.
- The Five Seasons of Love, traduzione di Elizabeth Jackson, Host Publications, Austin, 2008,  pp. 156 pp, ISBN 978-0-924047-50-3.
- Le cinque stagioni dell'amore, traduzione di Amina Di Munno, collana Comunità alternative, il Sirente, Fagnano Alto, 2012,  pp. 192 pp, ISBN 978-88-87847-32-1.
- Hôtel Brasilia, traduzione di, Éditions Métallié, 2012,  pp. 192 pp.
- Free City, traduzione di Rhett McNeil, Dalkey Archive Press, 2012,  pp. 192 pp.

- Enigmas of Spring, traduzione di Rhett McNeil, Dalkey Archive Press, 2016,  pp. 192 pp.

## Premi
- Prêmio Jabuti (Idéias para Onde Passar o Fim do Mundo);
- Instituto Nacional do Livro (Idéias para Onde Passar o Fim do Mundo);
- Prêmio Candango de Literatura (Idéias para Onde Passar o Fim do Mundo);
- Casa de las Américas 2003 (As Cinco Estações do Amor);
- 7º Prêmio Portugal Telecom de Literatura 2009 (O Livro das Emoções);
- 6º Prêmio Passo Fundo Zaffari & Bourbon de Literatura 2009 (O Livro das Emoções)
- Prêmio Passo Fundo Zaffari & Bourbon de Literatura 2011 ("Cidade Livre")
- Prêmio Portugal-Telecom 2012, finalista ("Cidade Livre")
- Prêmio Jabuti 2012, finalista ("Cidade Livre")
- Prêmio Rio de Literatura 2016, finalista ("Enigmas da Primavera")
- Prêmio São Paulo de Literatura 2016, finalista ("Enigmas da Primavera")